# Pleurothallis correllii
Pleurothallis correllii är en orkidéart som beskrevs av Carlyle August Luer. Pleurothallis correllii ingår i släktet Pleurothallis och familjen orkidéer. Inga underarter finns listade i Catalogue of Life.